# PARADE (FictionJunctionのアルバム)
『PARADE』（パレード）は、FictionJunctionの3枚目のオリジナル・アルバム。2023年4月19日にSACRA MUSICから発売された。

## 概要
前作『elemental』から約9年ぶりのリリースとなるオリジナル・アルバム。本作では、FictionJunctionレギュラー参加ボーカリストのKAORI、KEIKO、YURIKO KAIDA、Joelleに加えて、本作のリリースにあたって開催されたボーカリストオーディションの合格者であるrito、LINO LEIA、さらにフィーチャリングボーカルとしてASCA、Aimer、藍井エイル、ReoNa、LiSA、結城アイラの合計12名が参加した。
「Parade」MV、ライブ映像「Yuki Kajiura LIVE vol.#16～Sing a Song Tour～」を収録したBlu-ray付初回限定盤と通常盤の2形態で発売。

## 収録曲

### CD
全作詞・作曲・編曲：梶浦由記
1. Prologue
  - ボーカル：KAORI、KEIKO、YURIKO KAIDA、Joelle
2. ことのほかやわらかい
  - ボーカル：KAORI、KEIKO、YURIKO KAIDA、Joelle
3. 夜光塗料
  - ボーカル：ASCA　コーラス：KEIKO、Joelle
4. Beginning
  - 千葉紗子提供楽曲のセルフカバー
  - ボーカル：KAORI、KEIKO、YURIKO KAIDA、Joelle
5. もう君のことを見たくない
  - ボーカル：rito　コーラス：KEIKO、YURIKO KAIDA、Joelle
6. 櫂
  - ボーカル：Aimer
7. 蒼穹のファンファーレ
  - テレビアニメ『ソードアート・オンライン』10周年記念テーマソング[1]
  - ボーカル：藍井エイル、ASCA、ReoNa　コーラス：YURIKO KAIDA
8. 八月のオルガン
  - ボーカル：LINO LEIA　コーラス：KAORI、KEIKO、YURIKO KAIDA、Joelle
9. それは小さな光のような
  - さユり提供楽曲のセルフカバー。
  - 原曲はテレビアニメ『僕だけがいない街』エンディングテーマ
  - ボーカル：KEIKO　コーラス：KAORI、YURIKO KAIDA
10. from the edge
  - テレビアニメ『鬼滅の刃 竈門炭治郎立志編』エンディングテーマ[2]
  - ボーカル：LiSA、コーラス：YURIKO KAIDA
11. moonlight melody
  - ボーカル：KAORI、KEIKO、YURIKO KAIDA、Joelle
12. 世界の果て
  - ボーカル：結城アイラ
13. PARADE
  - 本作のリード曲
  - ボーカル：KAORI、KEIKO、YURIKO KAIDA、Joelle

### 初回生産限定盤 Blu-ray Disc
- 「Parade」Music Video
- 「Yuki Kajiura LIVE vol.#16～Sing a Song Tour～」

1. overture
2. Beginning
3. 記憶の森
4. Distance
5. Fields of hope
6. 宝石
7. 凱歌
8. moonlight melody
9. ひとりごと
10. 約束
11. 花の唄
12. I beg you
13. wonderland
14. 春はゆく
15. eternal blue
16. stone cold
17. ユメノツバサ
18. 目覚め
19. zodiacal sign
20. maybe tomorrow

## 参加ミュージシャン
- All Keyboard & Programing：梶浦由記 (#ALL)
- Guitar：是永巧一 (#2-5,7-13)
- Drums：佐藤強一 (#2-5,7-13)
- Bass：高橋"Jr."知治 (#2-5,7-13)
- Strings：今野均Strings (#2,5,7-13)
- Cello：稲本有彩 (#6)
- Piano：櫻田泰啓 (#6,12)
- Flute：赤木りえ (#7,11)